# 标准杆
标准杆（Par），是一个高尔夫球运动术语，用以定義某一球洞從開球到完成進洞所需要的揮桿次數，以作為比賽成績的參考依據。

## 标准杆数
标准杆数是指在单一球场，或者单一球洞范畴内，预先估计的完成杆数；标准杆数也被定义为：在高尔夫竞赛中，选手将球从开球区击到球洞内所预先估计的所需击球次数。单一球场的标准杆数一般为该球场的所有球洞标准杆数之总和。
每个洞的标准杆数由该洞场地大小决定。一般高尔夫球场设4个3杆洞，4个5杆洞和10个4杆洞。一般的，许多球场为18洞，标准杆72杆。

## 低于标准杆

### 三鹰球
某些人士想当然地以为有所谓三鹰球（triple eagle），也称禿鷹（Condor）、雙信天翁（double albatross），但事实上在正式比赛中極少發生，據報1995年曾經於一個馬蹄型球道上出現
。
所谓三鹰就是单一洞低于标准杆4杆，也就是说，只有在五杆长洞一杆进洞才有可能出现。

### 双鹰球
双鹰球（double eagle），也称信天翁（albatross）或金鹰（golden eagle），总杆数低于标准杆数三杆。通常發生於五杆洞以兩杆完成，第一杆落於球道較前位置，可能距離果嶺還有百多碼，第二杆以挖起桿或短鐵杆將球打進洞。

### 老鹰球
总杆数低于标准杆数两杆称为老鹰（Eagle），或者简称老鹰。可以是三杆洞一杆進洞，或四杆洞第一杆上果嶺然後加推一杆進洞。

### 小鸟球
总杆数低于标准杆数一杆完成比赛，称为小鸟球（Birdie），或者简称小鸟、勃迪。

## 平标准杆
总杆数等于标准杆数，称为平标准杆（Par）。

## 高于标准杆
总杆数高于标准杆数一杆称为柏忌（Bogey）。
總桿數高於標準桿數二桿稱為雙柏忌（Double Bogey）。
總桿數高於標準桿數三桿稱為三柏忌（Triple Bogey）。
總桿數高於標準桿數四桿稱為+4。

## 外部連結
- The R&A, St Andrews （页面存档备份，存于）
- 高尔夫入门知识
- Definition of Par （页面存档备份，存于）
- 定义标准杆 （页面存档备份，存于）
- 高尔夫规则及教程 （页面存档备份，存于）
- 高尔夫术语中英文对照表 （页面存档备份，存于）
- The Rules of Golf （页面存档备份，存于）
- The R&A, St Andrews （页面存档备份，存于）
- Fantasy of Golf （页面存档备份，存于）
- 高尔夫规则及教程 （页面存档备份，存于）
- PGA of America （页面存档备份，存于）
- PGA Tour （页面存档备份，存于）
- USGA: United States Golf Association （页面存档备份，存于）